# Бащин дом
„Бащин дом“ (на руски: Отчий дом) е съветска драма от 1959 година.

## Сюжет
Таня (Людмила Марченко), която живее в заможно московско семейство и следва в педагогическия факултет, разбира, че всъщност тя е дъщеря на възрастна селска жена, която я е изгубила по време на Великата отечествена война. Тя отива да намери своята родна майка, Наталия Авдеевна (Вера Кузнецова) и там открива съвършено нов и различен за нея свят. Таня не започва да чувства веднага родствената връзка с този свят и неговите обитатели, толкова необикновени за нея. Наталия Авдеевна запознава Таня със селската девойка Нюра (Люсиена Овчинникова). Нюра запознава Таня с местните забележителности. След това Таня се запознава с местния председател Сергей Иванович (Валентин Зубков), който е бивш фронтовак. Заедно с Наталия Авдеевна, Таня отива на селскостопанска работа в полето, а също така посещава и фермата, в която Нюра работи като доячка. Един ден в колхоза пристига инспектор, който събеседва със Сергей Иванович. В този момент се появява местната жителка Степанида (Нона Мордюкова), водеща със себе си разплаканата Нюра, която носи торба с цемент. Степанида обвинява момичето, че е откраднало цемента и е искало да го занесе на леля си Макариха (Елена Максимова), с която Нюра живее. Инспекторът съставя акт на Нюра с мотива, че кражбата е факт и заявява, че оттук нататък следователя ще решава, но Сергей Иванович къса акта и казва, че той ще се заеме със случая.
Идва денят, в който Таня трябва да се върне обратно в Москва. Преди да тръгне тя среща Сергей Иванович, който и казва, че прокурора е звънял във връзка с Нюра, но че той няма да я предаде току така. Появява се и Степанида, която заявява, че Нюра не действа сама, а е принуждавана от Макариха. Сергей Иванович тръгва да търси Нюра, която е изчезнала. В това време Таня се сбогува с Наталия Авдеевна, наричайки я за първи път „мамо“, качва се в кабината на камиона и поема към гарата. Изведнъж той спира рязко и в кабината скача Нюра, която казва на Таня, че е решила да се махне оттук завинаги. Таня се опитва да я разубеди да не прави глупости и моли шофьора да обърне обратно. Той и казва, че това няма как да се случи, защото трябва да ходи да товари цемент. Тогава Таня си взима багажа и заедно с Нюра се връщат в селото. В дома на Наталия Авдеевна, Степанида продължава да чака появата на Нюра. Когато двете девойки пристигат, Степанида отвежда Нюра при председателя.
Постепенно Таня започва да се увлича по Сергей Иванович. Една вечер докато се разхождат из селото тя му признава чувствата си, но той я отблъсква с мотива, че това са детински прищевки. Таня доста трудно преживява това, макар да се опитва да го скрие дълбоко в себе си. Но Наталия Авдеевна и дядо и прекрасно виждат какво се случва.
Скоро след случилото се Нюра се омъжва и получава ново собствено жилище. От сватбата, обляна в сълзи след разговор със Сергей Иванович си тръгва Степанида. Той я настига и тя му разказва своята история. По време на войната Степанида изгубва своя годеник, след това я избират за председател на колхоза, но мъжете се връщат от фронта и длъжността и е отнета. Сергей Иванович се разчувства от разказа на Степанида и решава да я приюти в дома си.
Разбирайки за чувствата на Таня към Сергей Иванович, Степанида отива при нея и казва, че те двамата са влюбени един в друг и тя смята да се омъжи за него. Едва сдържаща сълзите си, Таня и пожелава щастие. Дълбоко огорчена, тя решава да замине за Москва. Тя пита Наталия Авдеевна къде и е куфара. Взима го и сяда до оградата обляна в сълзи. Наталия Авдеевна вижда това, отива при нея и я прегръща.
Вече успокоила се, Таня пише писмо до приемните си родители, че ще остане още известно време в селото и след това ще се върне заедно с Наталия Авдеевна, която иска да се запознае с тях. Колко странно, сега Таня има две майки.
Таня така и не се завръща в Москва. Тя постъпва в местното училище, представяйки си как след няколко години ще завърши, ще стане учителка и ще проведе първия си урок. Появява се Сергей Иванович, който я запознава с новата учителка Антонина Петровна, която също като Таня е от Москва. След това Таня показва на Антонина Петровна местните забележителности така, както в началото Нюра го направи за нея.

## В ролите
- Вера Кузнецова като Наталия Авдеевна
- Людмила Марченко като Таня
- Валентин Зубков като Сергей Иванович
- Нона Мордюкова като Степанида
- Люсиена Овчинникова като Нюра Макарова
- Николай Новлянский като дядо Авдей
- Пьотр Алейников като Фьодор
- Евгения Мелникова като Василиса Даниловна, съпругата на Фьодор
- Татяна Гурецкая като Елена Скворцова, приемната майка на Таня
- Владимир Всеволодов като Павел Скворцов, приемния баща на Таня
- Пьотр Кирюткин като Мокеич
- Елена Максимова като Макариха
- Георгий Шаповалов като бившия годеник на Степанида, загинал във войната
- Юрий Архипцев като Пьотр Гордеев, годеника на Нюра
- Иван Кузнецов като бригадира
- Ирина Бунина като пощальонката
- Евгений Кудряшов като колхозника

## Награди и номинации
- Награда за млади кинематографи от Кинофестивала на работниците в Чехословакия (1959)
- Награда за филм, създаден от млади кинематографи от Международния кинофестивал в Локарно, Швейцария (1959)
- Втора награда за най-добър филм от Всесъюзния кинофестивал в Минск (1960)
- Втора награда за режисура на Лев Кулиджанов от Всесъюзния кинофестивал в Минск (1960)
- Втора награда за сценарий на Будимир Металников от Всесъюзния кинофестивал в Минск (1960)
- Поощрителна диплома за актрисата Вера Кузнецова от Всесъюзния кинофестивал в Минск (1960)
- Номинация за Златна палма от Международния кинофестивал в Кан, Франция (1960).